# Editora Brasil-América Limitada
A Editora Brasil-América Limitada, mais conhecida pelo acrônimo Ebal, foi uma das mais importantes editoras de história em quadrinhos do Brasil. Fundada em 18 de maio de 1945 por Adolfo Aizen, o "Pai das Histórias em Quadrinhos do Brasil", foi de extrema importância por difundir o gênero no país. Em seu período áureo, a editora era dirigida, também, por Paulo Adolfo Aizen e Naumin Aizen, ambos filhos de Adolfo Aizen, bem como pelo jornalista Fernando Albagli.

## Antecedentes e histórico
Antes de criar a EBAL, Aizen foi proprietário da editora "Grande Consórcio de Suplementos Nacionais" (editora que atuou entre os anos de 1934 e 1942), onde editava publicações como Suplemento Juvenil, O Mirim e O Lobinho (nos quais debutaram muitos dos personagens da Era de Ouro dos Quadrinhos, como Falcão da Noite, The Flash (Joel Ciclone), Superman, Batman e outros), já era um profissional experiente quando fundou a Editora Brasil-América. O primeiro título lançado por ela foi Seleções Coloridas em 1946, que durou apenas 17 edições. Suas páginas traziam histórias da Disney, entre elas as primeiras de Carl Barks publicadas no Brasil.
A revista foi publicada em parceria com a editora argentina Editorial Abril de César Civita (irmão do jornalista Victor Civita), Civita possuia a licença dos personagens Disney e uma moderna impressora colorida, anos mais tarde (1950), o irmão de Cesar, Victor fundaria a Editora Primavera (atual Editora Abril).
O primeiro título sem o auxílio da editora argentina foi O Heroi (sem acento mesmo), trazendo a princípio histórias de aventura da Fiction House (editora que publicou os heróis das selvas: Sheena, a rainha das selvas, Kaanga (traduzido para Kionga), Tabu, entre outros) além de Edição Maravilhosa  (versão brasileira das revista Classics Illustrated e Classic Comics)que trazia adaptações de clássicos da literatura.
A publicação já era um tremendo sucesso quando a editora lançou seu título mais longevo com um único super herói: Superman, publicado de novembro de 1947 até outubro de 1983.
A Ebal lançaria no Brasil vários autores estrangeiros, como Alex Raymond (Flash Gordon), Lee Falk (O Fantasma), Quadrinhos Disney (em Seleções Coloridas), Hal Foster (Príncipe Valente), e Chester Gould (Dick Tracy), além das publicações da DC e posteriormente da Marvel Comics.

## Auge
Já firmada como a principal editora do gênero no Brasil nos anos 50 e 60, a editora era líder também nas bancas, vendendo anualmente milhões de revistas e chegando a ter inclusive mais de 40 títulos mensais com tiragens superiores a 150 mil exemplares.
Além de material importado, a Ebal publicou várias revistas com artistas brasileiros, como Álbum Gigante, Série Sagrada, com biografias de santos católicos e Episódios e História do Brasil e Figuras do Brasil, com adaptações de fatos históricos.
Célebre na época foi também a estréia dos personagens da Marvel Comics. Uma parceria da editora com a Rede Bandeirantes (que exibia o bloco de animação The Marvel Super Heroes, a Atma(que lançou bonecos dos personagens),syndicate APLA (Agência Periodista Latino-Americana), que obteve licença da editora através do Transworld Features Syndicate, e os postos Shell, através de uma campanha de marketing pela Standard Propaganda.
No início da década de 1970,  inaugurou o Museu Permanente de Histórias em Quadrinhos, um antecessor das chamadas gibitecas com títulos de exemplares de vários lugares do mundo.

## Traduções
Era notável como a editora traduzia o nome de alguns personagens. Estas traduções interessantes, e que foram mantidas por editoras sucessoras, incluem Ajax, o Caçador de Marte (no original, somente Martian Manhunter; o nome Ajax é uma referencia a um herói da Guerra de Troia), Eléktron (no original, Atom); Miss América, como se convencionou a traduzir originalmente a Wonder Woman, mas que posteriormente, devido ao sucesso da série da personagem passou a ser traduzida como Mulher Maravilha; Falcão da Noite, originalmente Hawkman; Joel Ciclone, originalmente The Flash. A editora também tinha uma preocupação em desestimular o uso de palavrões entre os leitores. Muitas vezes isso incluiu traduzir o nome de alguns personagens para variações mais "comportadas" (como o caso dos personagens da DC Comics, Joker e King Kull, cuja tradução correta seriam respectivamente Curinga e Rei Kull, mas foram vertidos pela Ebal para Coringa e Rei Rull).

## Pós-vida
Ao longo dos anos 80 a Ebal seguiria publicando esporadicamente alguns álbuns de Tarzan e personagens de faroeste americanos. Em 1989, a EBAL investiu em revistas em quadrinhos estrelando os heróis japoneses da Toei Company, inciando com Jaspion e Changeman, produzidas pelo Studio Velpa, com roteiros de Ataíde Braz e arte de Roberto Kussumoto, Neide Harue e Edson Kohatsu, no ano seguinte, as séries são transferidas para a Editora Abril, a EBAL publica outras séries da Toei, novamente produzida pelo Velpa: Sharivan, Goggle Five, Machine Man tiveram roteiros de um iniciante Alexandre Nagado.  A editora ainda publicou uma edição anual de Príncipe Valente, mas com a morte de Aizen em 10 de maio de 1991 ficou cada vez mais difícil seguir em frente.  A última edição de Príncipe Valente, Vol. XV, foi publicada em 1995. O acervo do Museu Permanente de Histórias em Quadrinhos foi doado a Biblioteca Nacional do Brasil.

## Impacto e legado
Durante suas primeiras quatro décadas a Ebal foi uma forte influência em várias gerações de editores, artistas e leitores, contribuindo decisivamente para a estabilização das histórias em quadrinhos no Brasil. Atualmente fala-se muito do impacto das revistas em quadrinhos como uma forma de expressão artística importante no mundo atual. Mas nas décadas de 50 e 60 as críticas e os ataques por parte de setores conservadores e clericais da sociedade eram constantes, propagando que o gênero era prejudicial aos jovens.
Mas Adolfo Aizen defendeu de forma ferrenha os quadrinhos em inúmeras entrevistas, artigos e campanhas, afirmando que as revistas, na realidade, estimulavam o hábito de ler, sendo de uma importância ímpar na educação.
A própria trajetória da Editora Brasil-América confunde-se com a evolução da imprensa brasileira e seu impacto na sociedade. Apesar disso, o tema nunca ganhou o merecido destaque, só sendo visualizado em sua total dimensão com o lançamento em 2004 de A Guerra dos Gibis: A Formação do Mercado Editorial Brasileiro e a Censura aos Quadrinhos (ISBN 8535905820) do jornalista e escritor Gonçalo Junior, uma pesquisa ampla e sem precedentes da história da Ebal.

## Lista de títulos publicados pela EBAL
- Batman
- Cinemin
- Edição Maravilhosa
- Epopéia
- Flash Gordon
- Kung Fu
- O Judoka
- Príncipe Valente
- Superamigos
- Superman
- Turma Titã
- Zorro